# Stachyothyrsus
Stachyothyrsus es un género de plantas con flores perteneciente a la familia Fabaceae. Comprende 8 especies descritas y de estas, solo 3 aceptadas.

## Taxonomía
El género fue descrito por Hermann Harms y publicado en Nat. Pflanzenfam. Nachtr. 1: 198. 1897.

## Especies aceptadas
A continuación se brinda un listado de las especies del género Stachyothyrsus aceptadas hasta febrero de 2015, ordenadas alfabéticamente. Para cada una se indica el nombre binomial seguido del autor, abreviado según las convenciones y usos.	
- Stachyothyrsus stapfiana (A.Chev.) J.Leonard & Voorh.
- Stachyothyrsus staudtii
- Stachyothyrsus tessmannii